# Shah Waliullah Award
Der Shah Waliullah Award (Schāh-Walī-Allāh-Preis) ist ein seit dem Jahr 2000 vom Institute of Objective Studies (IOS) in Neu-Delhi verliehener Preis. Er wurde ins Leben gerufen, um die hervorragenden Leistungen des indischen islamischen Denkers Shah Waliullah (1703–1762) zu würdigen und die islamischen Werte zu fördern. Mit dem Preis werden Wissenschaftler geehrt, die herausragende Leistungen in den Bereichen Sozialwissenschaften, Geisteswissenschaften, Recht und Islamwissenschaft erbracht haben. Der Preis wird seit dem Jahr 2000 an den besten Gelehrten des Jahres in der Form „of a cash of one Lakh rupees, Memento, shawl and a scroll of honour containing citation“ verliehen.
Die Preisübergabe erfolgt in verschiedenen Räumlichkeiten prominenter Orte, wie der Jamia Millia Islamia (Neu-Delhi), der Jamia Hamdard (Neu-Delhi), dem Constitution Club (Neu-Delhi), der Bhartiya Bhasha Parishad Hall (Shakespear Sarani, Kolkata) und Darul Uloom Sabeelur Rashad (Bangalore).
Die folgende Übersicht erhebt keinen Anspruch auf Aktualität oder Vollständigkeit:

## Übersicht
Nr. / Jahr / Thema / Preisträger
1. 2000 Uloom-e-Islamia / Maulana Syed Abul Hasan Ali Nadvi (R.A), entgegengenommen von Maulana Syed Mohammad Rabey Hasni Nadvi
2. 2001 Islamic Fiqh / Hazrat Maulana Qazi Mujahidul Islam Qasmi
3. 2003 Islamic Economics / Mohd. Nejatullah Siddiqui
4. 2003 [?] Qur’anic Disciplines and Contemporary Context”, Uloom-e-Qurani Aur Asri Tanaazur / Maulana Shihabudddin Nadvi, entgegengenommen von Maulana Jamilur Rahman Nadvi
5. 2005 Historiography in Islamic Perspective / Yaseen Mazhar Siddiqi
6. Quranic Exegesis and its Principles	(nicht verliehen)
7. 2009 Islamic Law in Comparative Perspective	/ Tahir Mahmood
8. 2011 Hadith Literature / Taqiuddin Nadwi[3]
9. 2012 Sociology/Social Anthropology in Islamic Perspective / M Khaleel Abbass Siddiqui (MKA Siddiqui)
10. 2014 Islamic Mysticism (Tasawwuf) / Maulana Shah Qadri Syed Mustafa Refai Jilani Nadwi[4]
11. 2015 Education in Islamic Perspective / Hazrat Ml Rabey Hasani Nadwi
12. 2017 Media, Society and Indian Muslims / S. Iftikhar Gilani, Herausgeber (Strategic Affairs) und Chief of National Bureau of DNA
13. Islam and Political Science[5]